# Новый Березай
Новый Березай — деревня в Бологовском районе Тверской области, входит в состав Выползовского сельского поселения.

## География
Деревня находится в северной части Тверской области на расстоянии приблизительно 17 км на запад-юго-запад от города Бологое у автомобильной трассы М-10.

## История
Деревня уже была отмечена на карте 1847 года. В 1909 году здесь было учтено 26 жилых дома.

## Население
Численность населения: 150 человек (1909 год), 52 (русские 84 %) в 2002 году, 33 в 2010.